# Nematherium
Il nematerio (gen. Nematherium) è un mammifero erbivoro estinto, appartenente ai pelosi. Visse nel Miocene inferiore (circa 17 milioni di anni fa) e i suoi resti fossili sono stati ritrovati in Sudamerica.

## Descrizione
Questo animale, pur essendo imparentato con gli odierni bradipi, non doveva essere molto simile alle forme attuali. È probabile che il corpo fosse di dimensioni più cospicue e che fosse più massiccio. In ogni caso, Nematherium doveva oltrepassare i due metri di lunghezza e il peso doveva aggirarsi sui 90 chilogrammi. Il cranio era molto più lungo rispetto a quello degli odierni bradipi; il muso, in particolare, era stretto e quasi tubolare, simile a quello di forme più recenti come Scelidotherium e Catonyx. La dentatura era sprovvista di canini, e i denti erano generalmente di forma ovale e con superfici occlusive piatte. L'omero era insolitamente corto e robusto, e la cresta deltopettorale dell'omero era piuttosto espansa, a suggerire che vi erano potenti muscoli del braccio. La mano era dotata di cinque dita, delle quali le tre centrali erano le più sviluppate. Le falangi ungueali, ricurve e compresse lateralmente, indicano la presenza di grandi artigli ricurvi.

## Classificazione
Il genere Nematherium venne descritto per la prima volta da Florentino Ameghino nel 1887, sulla base di resti fossili ritrovati in Argentina in terreni del Miocene inferiore. Ameghino descrisse inizialmente due specie di questo genere, N. angulatum e N. sinuatum, ma successivamente ne ascrisse una terza (N. longirostris). Nel 1941, George Gaylord Simpson ascrisse una quarta specie (N. birdi) proveniente dal Cile. 

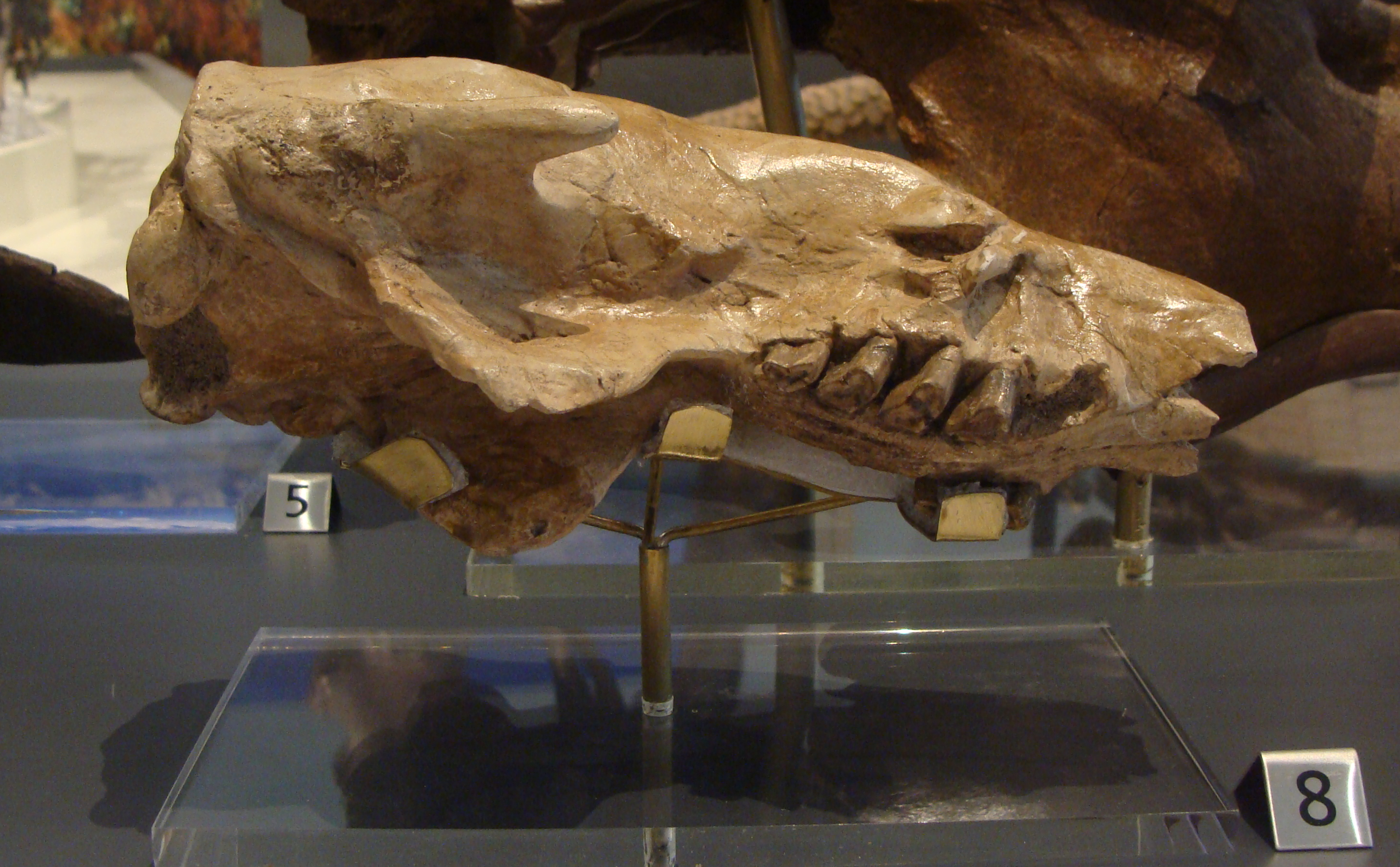
Cranio di Nematherium. In evidenza i molari allungati.

Nematherium è considerato uno dei più antichi milodontidi, un gruppo di bradipi terricoli di grandi dimensioni, estintisi alla fine del Pleistocene o nell'Olocene. Nonostante alcune caratteristiche primitive, Nematherium mostra affinità con alcuni generi più recenti (Scelidotherium, Catonyx) dotati di specializzazioni craniche notevoli (il muso allungato e stretto), a volte inclusi in una famiglia a sé stante (Scelidotheriidae).

## Paleoecologia

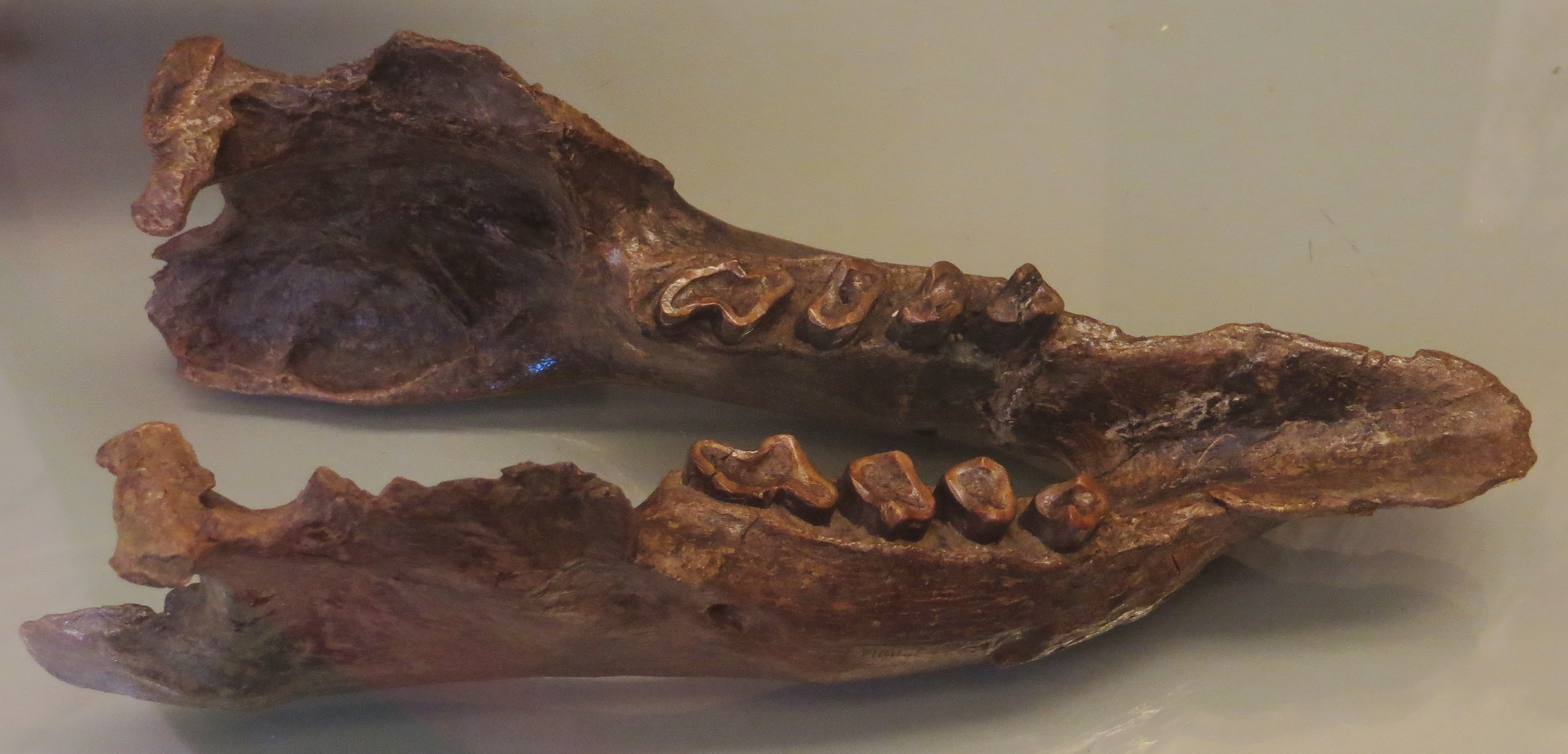
Mandibola di Nematherium angulatum

Al contrario di altri bradipi terricoli del Miocene inferiore (come Hapalops e Pelecyodon), si suppone che Nematherium non fosse in grado di arrampicarsi sugli alberi, a causa del grande peso del corpo e delle maggiori dimensioni. È invece probabile che questo animale si spostasse lentamente nelle pianure boscose della Patagonia, forse scavando tane nel terreno (come farebbe supporre la struttura degli arti anteriori) e cibandosi principalmente di tuberi e frutta: quest'ultima ipotesi è derivata dall'analisi della dentatura di Nematherium, che mostrerebbe superfici di usura compatibili con un movimento più laterale che verticale della mandibola, compatibile con una nutrizione a base di cibi voluminosi e fibrosi (Vizcaino et al., 2012).